# His 'n' Hers
His 'n' Hers é o quarto álbum de estúdio da banda inglesa de rock Pulp, lançado em 18 de abril de 1994 pela Island Records. Foi o álbum que levou a banda ao estrelato, alcançando o nono lugar no UK Albums Chart, e foi indicado ao Mercury Music Prize de 1994. Em 1998, os leitores da revista Q votaram como o septuagésimo maior álbum de todos os tempos, enquanto foi colocado no número 110 no livro Virgin All-Time Top 1000 Albums.

## Lançamento e recepção
| Críticas profissionais        | Críticas profissionais |
| Avaliações da crítica         | Avaliações da crítica  |
| Fonte                         | Avaliação              |
| ----------------------------- | ---------------------- |
| AllMusic                      | [ 2 ]                  |
| Chicago Tribune               | [ 3 ]                  |
| Drowned in Sound              | 8/10                   |
| Encyclopedia of Popular Music | [ 5 ]                  |
| NME                           | 8/10                   |
| Q                             | [ 7 ]                  |
| The Rolling Stone Album Guide | [ 8 ]                  |
| Select                        | 4/5                    |
| Spin                          | 8/10                   |
| Uncut                         | [ 11 ]                 |

"Lipgloss", "Do You Remember the First Time?", "Razzmatazz", e um novo mix de "Babies" foram lançados como singles, o último como parte do Sisters EP.
Uma "edição de luxo" de His 'n' Hers foi lançada em 11 de setembro de 2006. Continha um segundo disco de b-sides, demos e raridades.

## Temas e conteúdo
Liricamente, o álbum incluiu temas com os quais o Pulp se tornaria conhecido, incluindo encontros sexuais, classe social e voyeurismo.
Robyn Strachan descreve retrospectivamente a faixa de abertura "Joyriders" como o tom para todo o álbum com "observação amarga e degradação e decadência à espreita".
"She's a Lady" tira muito de sua inspiração musical de "I Will Survive", de Gloria Gaynor.
A música de encerramento, "David's Last Summer", é conhecida como uma das canções mais narrativas do Pulp, feita inteiramente em palavra falada, além do refrão, apesar de ser uma faixa agitada.

## Lista de faixas
Todas as letras escritas por Jarvis Cocker, todas as músicas compostas por Pulp.
| N.º | Título                               | Duração |  |
| 1.  | "Joyriders"                          | 3:25    |  |
| 2.  | "Lipgloss"                           | 3:34    |  |
| 3.  | "Acrylic Afternoons"                 | 4:09    |  |
| 4.  | "Have You Seen Her Lately?"          | 4:11    |  |
| 5.  | "Babies" (não incluída na versão LP) | 4:04    |  |
| 6.  | "She's a Lady"                       | 5:49    |  |
| 7.  | "Happy Endings"                      | 4:57    |  |
| 8.  | "Do You Remember the First Time?"    | 4:22    |  |
| 9.  | "Pink Glove"                         | 4:48    |  |
| 10. | "Someone Like the Moon"              | 4:18    |  |
| 11. | "David's Last Summer"                | 7:01    |  |

| North American edition (bonus track) |              |         |  |
| N.º                                  | Título       | Duração |  |
| 12.                                  | "Razzmatazz" | 3:41    |  |

| Deluxe edition (bonus disc) |                                                |                                             |         |  |
| N.º                         | Título                                         | Origem                                      | Duração |  |
| 1.                          | "Live On" (BBC Mark Goodier session)           | Não disponível anteriormente                | 3:58    |  |
| 2.                          | "You're Not Blind" (demo)                      | Não disponível anteriormente                | 3:45    |  |
| 3.                          | "Space" (BBC Hit the North Session soundcheck) | Não disponível anteriormente                | 3:27    |  |
| 4.                          | "The Boss" (demo)                              | Não disponível anteriormente                | 2:27    |  |
| 5.                          | "Watching Nicky" (demo)                        | Não disponível anteriormente                | 3:04    |  |
| 6.                          | "Frightened" (demo)                            | Não disponível anteriormente                | 3:36    |  |
| 7.                          | "Your Sister's Clothes"                        | Sisters EP                                  | 4:41    |  |
| 8.                          | "Seconds"                                      | Sisters EP                                  | 4:19    |  |
| 9.                          | "His 'n' Hers"                                 | Sisters EP                                  | 6:20    |  |
| 10.                         | "Street Lites"                                 | B-side de "Do You Remember the First Time?" | 5:56    |  |
| 11.                         | "You're a Nightmare" (BBC John Peel session)   | B-side de "Lipgloss"                        | 5:20    |  |
| 12.                         | "The Babysitter"                               | B-side de "Do You Remember the First Time?" | 5:00    |  |
| 13.                         | "Deep Fried in Kelvin"                         | B-side de "Lipgloss"                        | 9:49    |  |

## Créditos
Pulp
- Jarvis Cocker - vocais, piano School, guitarra Vox Marauder, EMS Synthi A
- Russell Senior - Guitarra Fender Stratocaster, violino, baixo
- Candida Doyle - Órgão Farfisa Compact Professional II, Stylophone 350S, Korg Trident II, Piano Fender Rhodes, piano Wurlitzer, Clavinet Hohner, Piano de cauda Steinway
- Nick Banks - bateria, percussão, pratos, tímpanos, extintor de incêndio
- Steve Mackey - Fender Jazz Bass

Arte
- Philip Castle - retrato da banda
- Kevin Westerberg - fotografia original